# Wzgórze Pachołek
Wzgórze Pachołek, nazývané také Górą Pachołek či Wzgórze Karola, kašubsky Grzëpa Pachôłka, německy Pacholkenberg, Carlsberg nebo Karlsberg, je kopec s nadmořskou výškou 100,8 m, který se nachází v lokalitě Pachołek v Oliwských lesích v severní části Trojměstského kajinného parku (Trójmiejski Park Krajobrazovy) ve čtvrti Oliwa města Gdańsk v Pomořském vojvodství v severním Polsku.

## Historie
První písemná zmínka o místu pochází z roku 1734. V roce 1794 začala přeměna kopce na zahradní komplex pod vedením berlínského zahradníka Johanna Saltzmanna a byly zde také vysazeny jinany dvoulaločné. V roce 1797 vystoupil na kopec pruský král Fridrich Vilém III. s manželkou Luisou Meklenbursko-Střelickou. Na počest této události byl sousední kopec nazván Luisenberg (později nazván jako Góra Kościuszki či Wzgórze Kościuszki). V roce 1798 byl na vrcholu kopce postaven vyhlídkový pavilon, který byl v roce 1882 nahrazen cihlovou vyhlídkovou věží. Za druhé světové války, odpoledne 23. března 1945, ženisté wehrmachtu vyhodili věž do povětří, neboť se obávali, že ji Rudá armáda použije jako pozorovatelnu pro bojiště ve městě. Na vrcholu kopce se nachází vyhlídka a v roce 1975 zde byla postavena ocelová příhradová konstrukce věže s vyhlídkovou plošinou ve výšce 15 metrů.

## Další informace
Jižně pod kopcem teče Potok Oliwski a ulice Spacerowa odkud vedou schody až na vrchol kopce. Na vrchol vede několik turistických tras a polních cest.

## Galerie

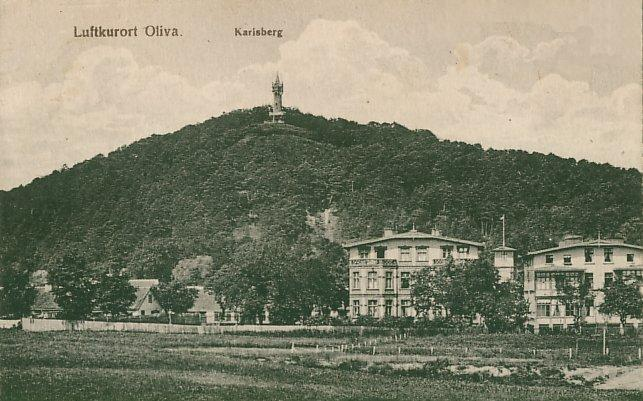
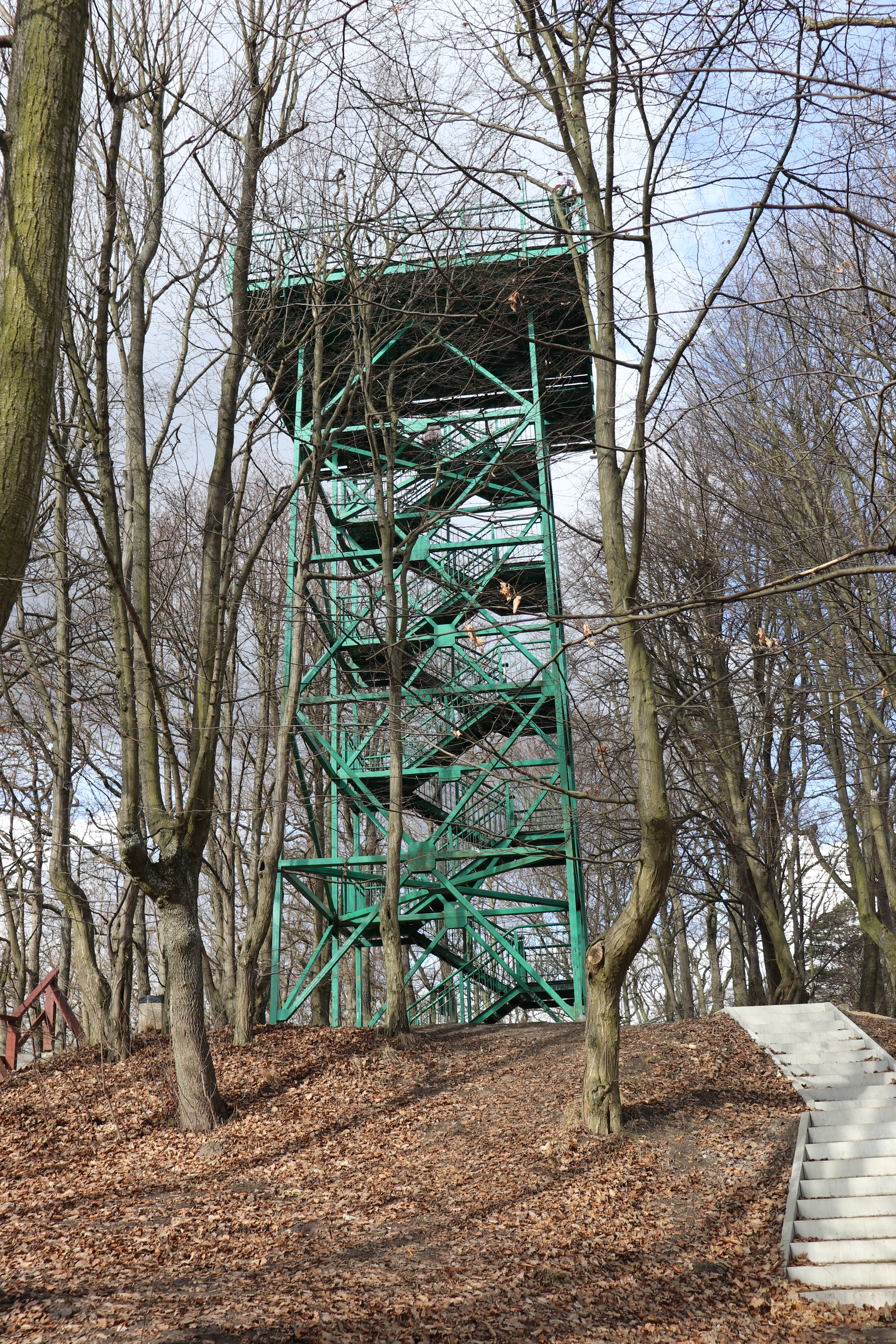
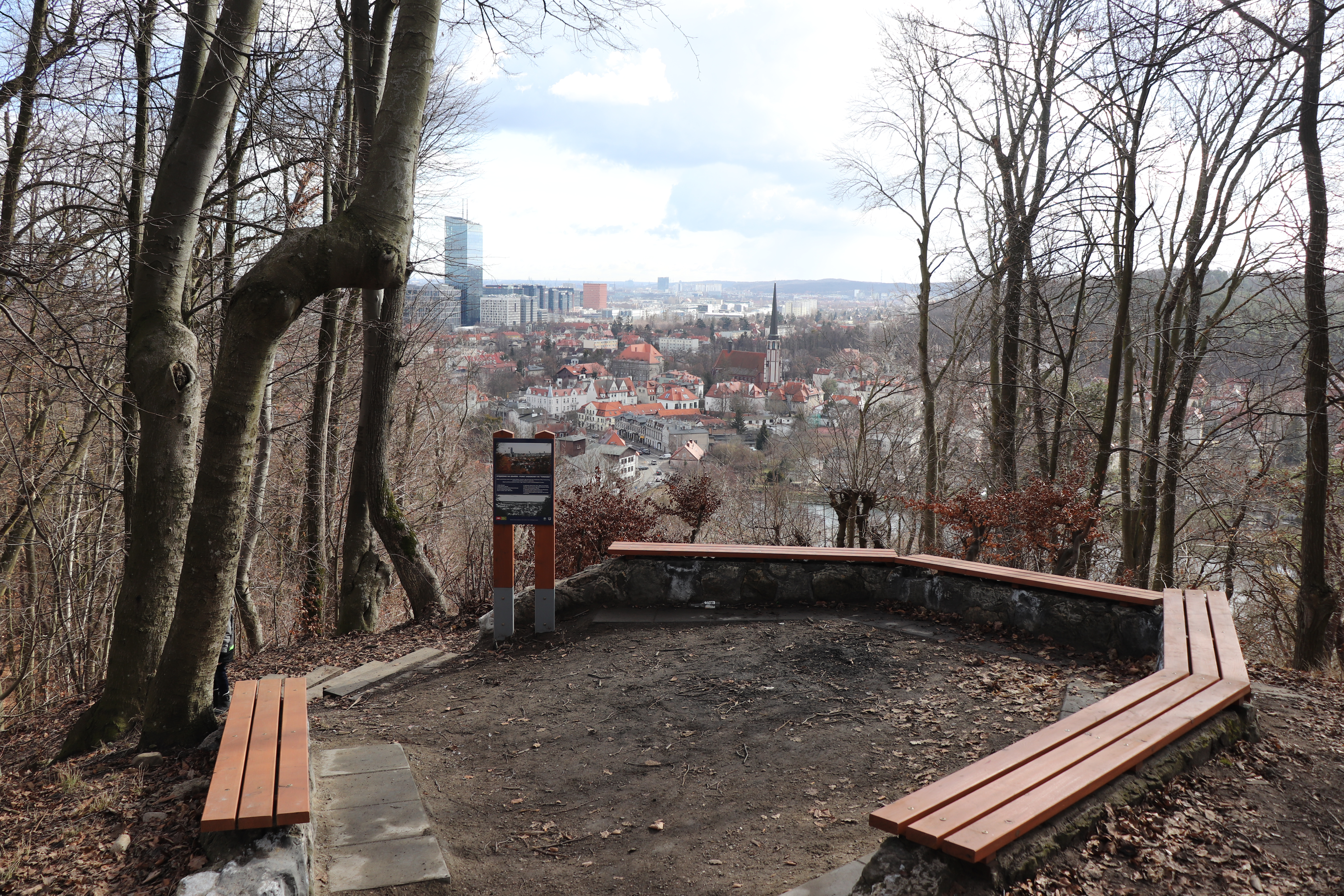
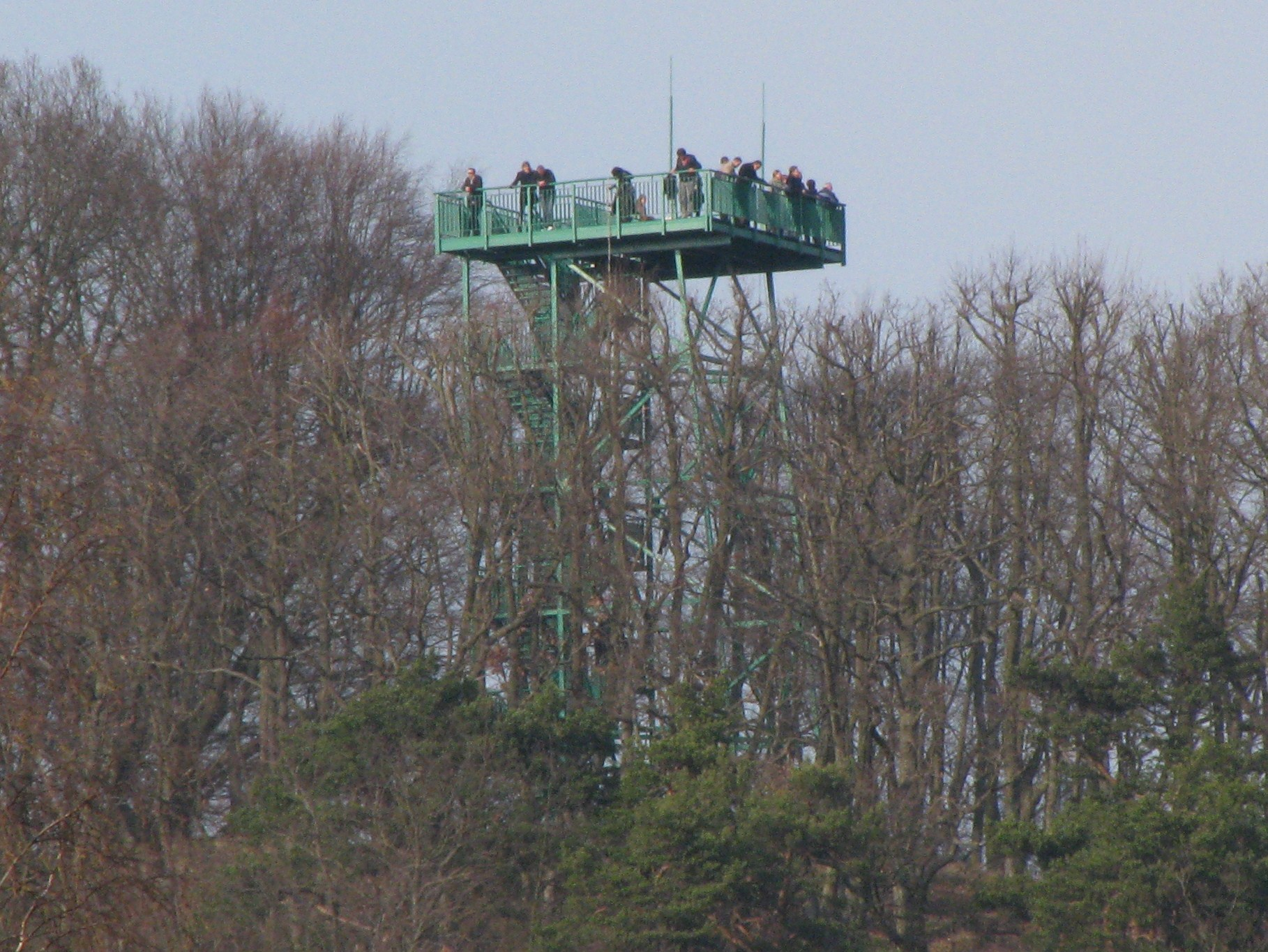
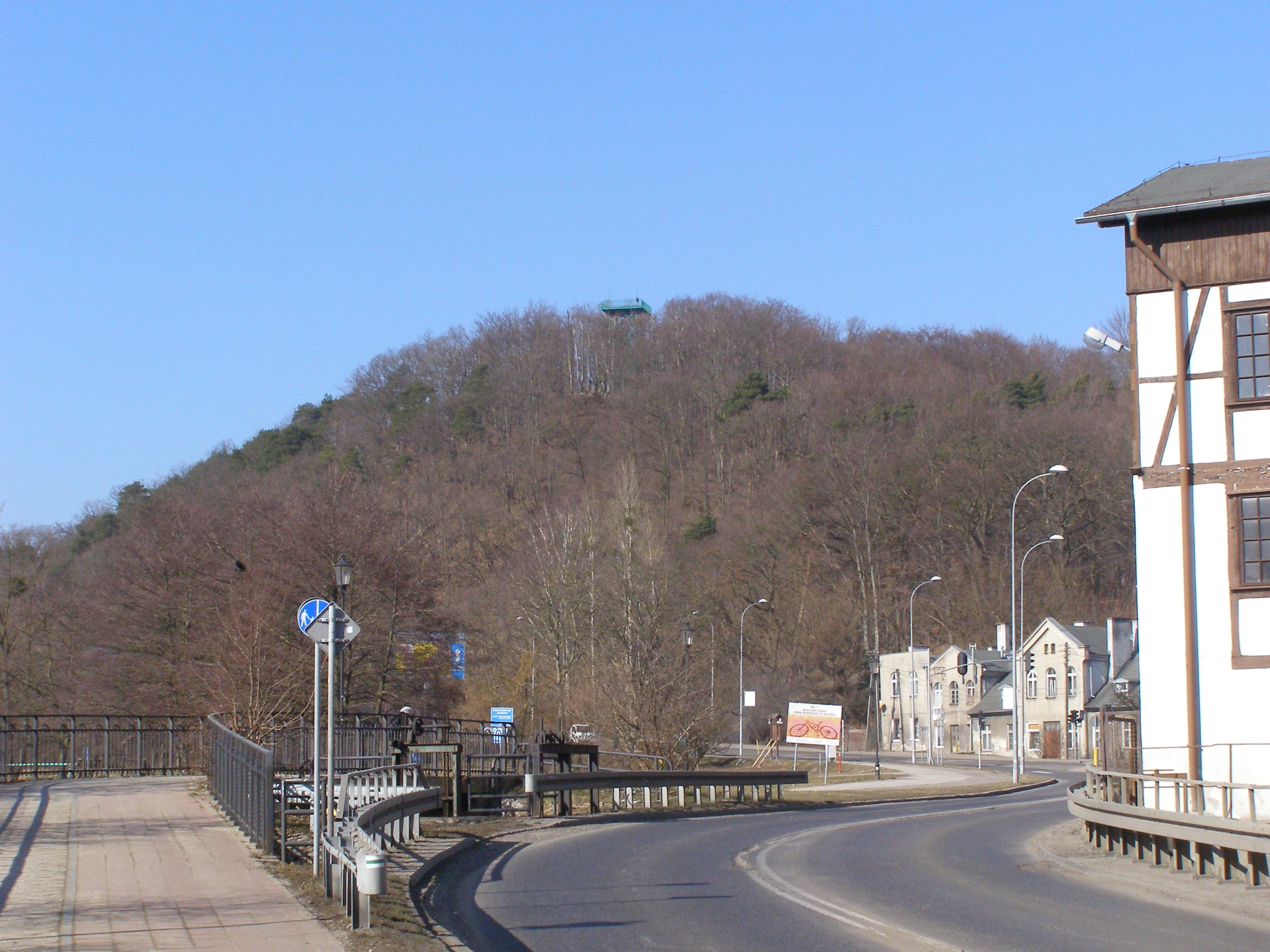
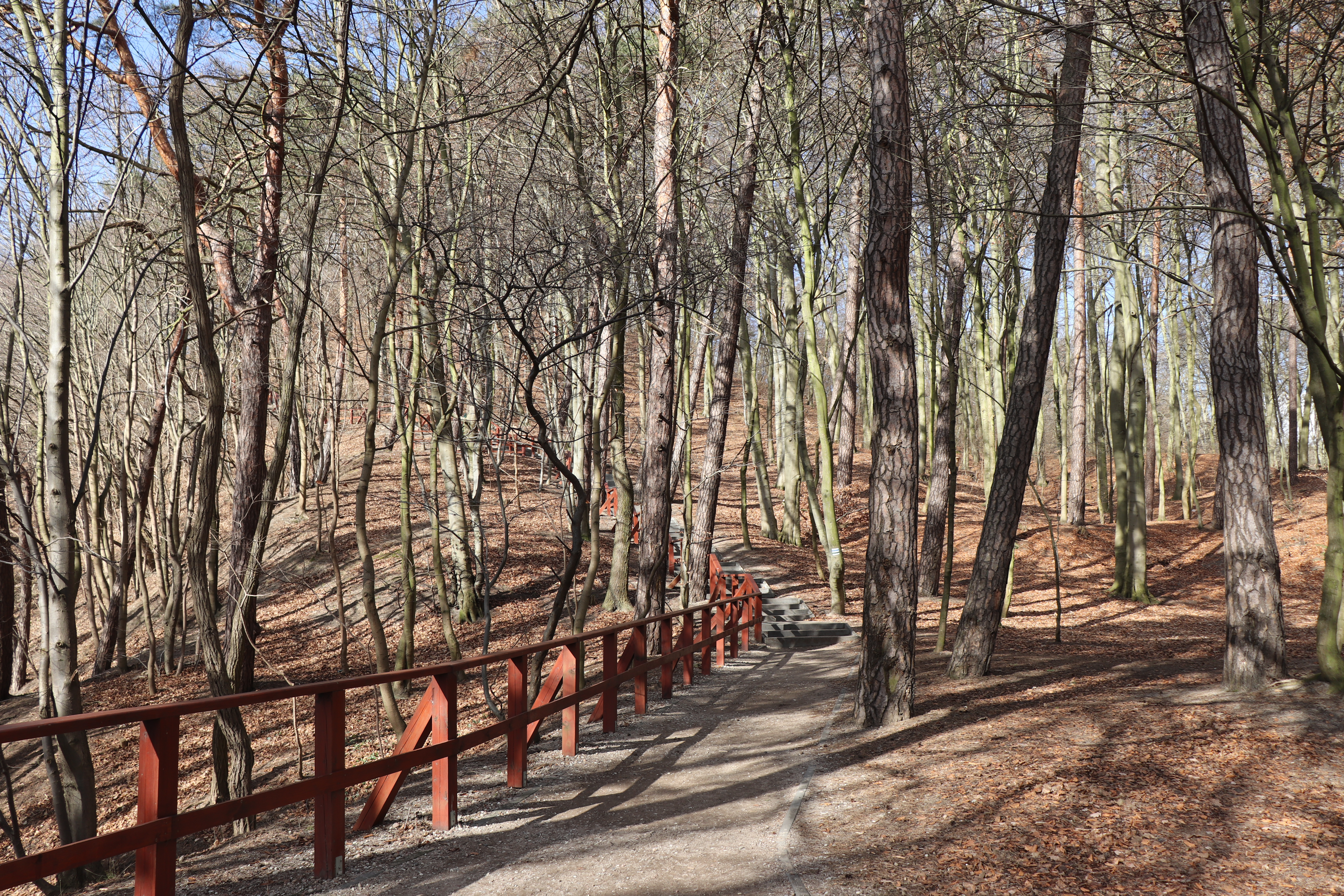